# Arcidiecéze Huambo
Arcidiecéze Huambo je římskokatolickou arcidiecézí nacházející se v Angole.

## Území
Arcidiecéze zahrnuje provincii Huambo.
Biskupské sídlo se nachází ve městě Huambo, kde se také nacházejí hlavní chrám arcidiecéze Katedrála Naší Paní od Neposkvrněného početí.
Rozděluje se do 42 farností. K roku 2006 měla: 1 278 000 věřících, 57 diecézních kněží, 20 řeholních kněží, 85 řeholníků a 150 řeholnic.

## Historie
Diecéze Nova Lisboa byla založena 4. září 1940 bulou Sollemnibus Conventionibus papeže Pia XII., z části území diecéze São Paulo de Loanda a ze současně zrušené apoštolské prefektury Cubango v Angole a Misie sui iuris Cunene.
Dne 27. července 1955 byla z části jejího území vytvořena nová diecéze Sá da Bandeira a 6. června 1970 diecéze Benguela.
Dne 10. srpna 1975 dále z jejího území byly vytvořeny diecéze Serpa Pinto a diecéze Pereira de Eça.
Dne 3. února 1977 byla diecéze bulou Qui divino consilio papeže Pavla VI. povýšena na metropolitní arcidiecézi s novým názvem Huambo.

## Seznam biskupů
- Daniel Gomes Junqueira, C.S.Sp. (1941–1970)
- Américo Henriques (1972–1976)
- Manuel Franklin da Costa (1977–1986)
- Francisco Viti (1986–2003)
- José de Queirós Alves, C.SS.R. (2004–2018)[1]
- Zeferino Zeca Martins, S.V.D. (od 2018)[2]